# Пауша (Валча)
Пауша (рум. Păușa) насеље је у Румунији у округу Валча у општини Калиманешти. Oпштина се налази на надморској висини од 339 m.

## Становништво
Према подацима из 2002. године у насељу је живело 377 становника, од којих су сви румунске националности.